# 真咲佳子
真咲 佳子（まさき けいこ）は元宝塚歌劇団男役（元雪組組長）。大阪府出身。芸名の由来は本名より。宝塚歌劇団時代の愛称はコヤ。
2024年9月他界。

## 来歴
1968年に宝塚音楽学校に入学し、1970年に卒業。同年、56期生として宝塚歌劇団に入団する。同期生には元雪組トップスターの麻実れい、元星組トップ娘役の東千晃、元星組副組長の萬あきらなどがいる。雪組公演『四季の踊り絵巻／ハロー!タカラヅカ』で初舞台を踏む。宝塚入団時の成績は70人中4位。1971年3月8日に雪組配属。
1986年から1988年まで雪組副組長を務める。なお1988年、当時の雪組組長銀あけみのクモ膜下出血発病による休演・長期化に伴い雪組組長代行となり、同年退団した平みち・神奈美帆サヨナラ公演の退団挨拶も真咲が担当した。
1989年、雪組組長に就任（なお銀は組長退任・雪組残留も復帰かなわぬまま1993年死去）。
1991年12月26日付で『華麗なるギャツビー／ラバーズ・コンチェルト』東京公演を最後に当時の雪組トップ娘役・鮎ゆうきとともに退団。

## 宝塚歌劇団時代の主な舞台
※『歌劇』1991年12月号（宝塚歌劇団）の78-79頁を参考
- 『四季の踊り』／『ハロー!タカラヅカ』（1970年4月）＊初舞台
- 『星のふる街』新人公演：源一（本役：順みつき）（1972年6月）
- 『たけくらべ』辰之助（1973年11月）
- 『フィレンツェに燃える』セルジオ、新人公演：ヴィットリオ（本役：みさとけい）（1975年2月）
- ヨーロッパ公演に参加（1975年9月 - 1976年1月）
- 『星影の人』永倉新八、第一回新人公演：沖田総司（本役：汀夏子）（1976年6月）※新人公演主演
- 『あかねさす紫の花』第一回新人公演：天比古（本役：常花代）（1977年7月）
- 中南米公演に参加（1978年10月 - 11月）
- 『春風の招待』アドルフ／『ハロー!ホリデー』白い踊り子（1979年1月 - 2月）
- 『朝霧に消えた人』岡野金右衛門（1979年8月 - 9月）
- 『青き薔薇の軍神』クロード・ル・プチ（1980年10月 - 11月）
- 『クレージーなそよ風』（1980年 宝塚バウホール）[3]
- 『ジャワの踊り子』グントール（1982年5月 - 6月）
- 『うたかたの恋』ゼップス（1983年5月 - 6月）
- 『風と共に去りぬ』ジョージ、タキシードジャンクション女S（1984年3月 - 5月）
- 『ショウボート (ミュージカル)』ヴァロン（1986年1月、宝塚バウホール公演）
- 『風と共に去りぬ』エルシング夫人（1988年1月 - 2月）、ミード夫人（東京）[4][5]
- 『たまゆらの記』元正天皇（1988年7月 - 8月）
- 『おもかげ草紙』嵐三右衛門（1989年9月 - 10月）
- 『天守に花匂い立つ』さわ（1990年1月 - 2月）
- 『黄昏色のハーフムーン』ジョー/ミカエル／『パラダイス・トロピカーナ』炎の女（1990年6月 - 8月）
- 『ベルサイユのばら』ポリニャック伯爵夫人（1991年4月 - 5月、地方公演）
- 『華麗なるギャツビー (宝塚歌劇)』エリザベス、ゴルファー男／『ラバーズ・コンチェルト』（1991年8月 - 9月）
- 『スポットライト・マジック』ヘロデア、レ・ガールス（1991年10月 - 11月、宝塚バウホール公演）

## 主な録音
主な録音、出版物などを記述
- 風と共に去りぬ(CD)雪組/TMPC-5A
- スポットライト・マジック(CD)雪組/TMPC-137A

ほか
公演実況録音LPなど多数